# 利氏紋鮭脂鯉
利氏紋鮭脂鯉為輻鰭魚綱脂鯉目脂鯉亞目鮭脂鯉科的其中一種，為熱帶淡水魚，被IUCN列為極危保育類動物，分布於非洲肯亞Pangani河流域，體長可達8公分，棲息在底中層水域，生活習性不明，可做為食用魚。

## 扩展阅读
維基物種上的相關：利氏紋鮭脂鯉